# Melezzo Orientale
Il Melezzo Orientale o semplicemente Melezzo (Melezz in vigezzino) è un torrente che scorre nella Val Vigezzo, in provincia del Verbano Cusio Ossola e nelle Centovalli in Canton Ticino dove viene chiamato Melezza.

## Percorso
Nasce dalle pendici ad est della Pioda di Crana. Nel primo tratto del suo corso scorre verso sud solcando la breve e profonda valle di Arvogno, frazione del comune di Toceno; giunto nei pressi di Santa Maria Maggiore piega verso est e percorre in un ampio letto la dolce pendenza dell'altopiano vigezzino; a Malesco riceve le acque del torrente Loana.
All'altezza del comune di Re la valle inizia a restringersi; poco a valle dell'abitato il torrente forma una stretta gola attraversata dal medioevale "ponte del Maglione". Dopo aver superato Ponte Ribellasca entra in territorio svizzero dove cambia nome in Melezza e percorre il territorio di Centovalli toccando le frazioni di Borgnone, Palagnedra ed Intragna. Dopo aver ricevuto le acque del torrente Isorno, suo principale tributario, percorre un ultimo tratto prima di gettarsi nel fiume Maggia a Losone, che a sua volta sfocia poco dopo nel Lago Maggiore.
Nei pressi di Palagnedra, poco dopo il confine italo-svizzero, il torrente è sbarrato dalla diga di Palagnedra, costruita negli anni 1950-52, che forma un pittoresco lago artificiale sfruttato a fini idroelettrici.

## Galleria d'immagini

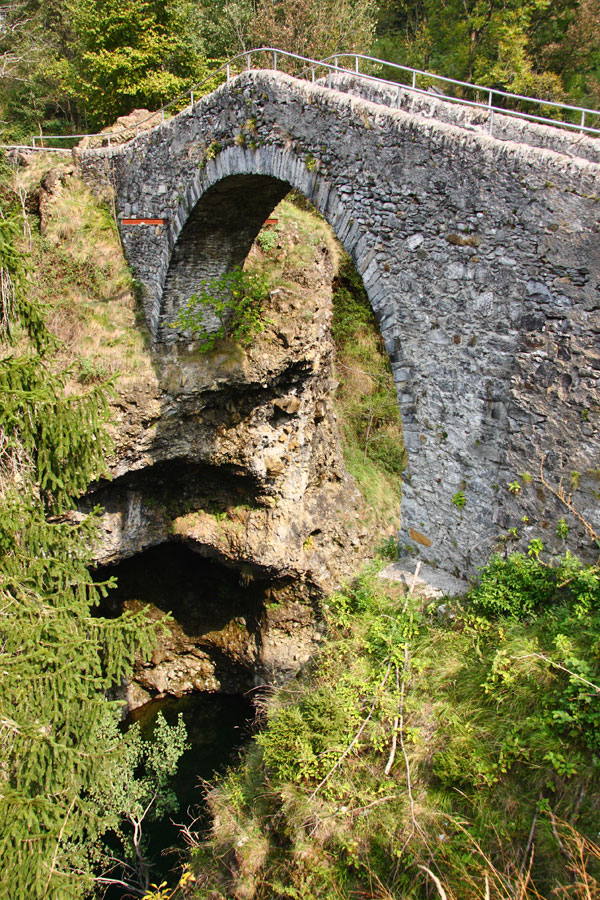
Il Ponte del Maglione
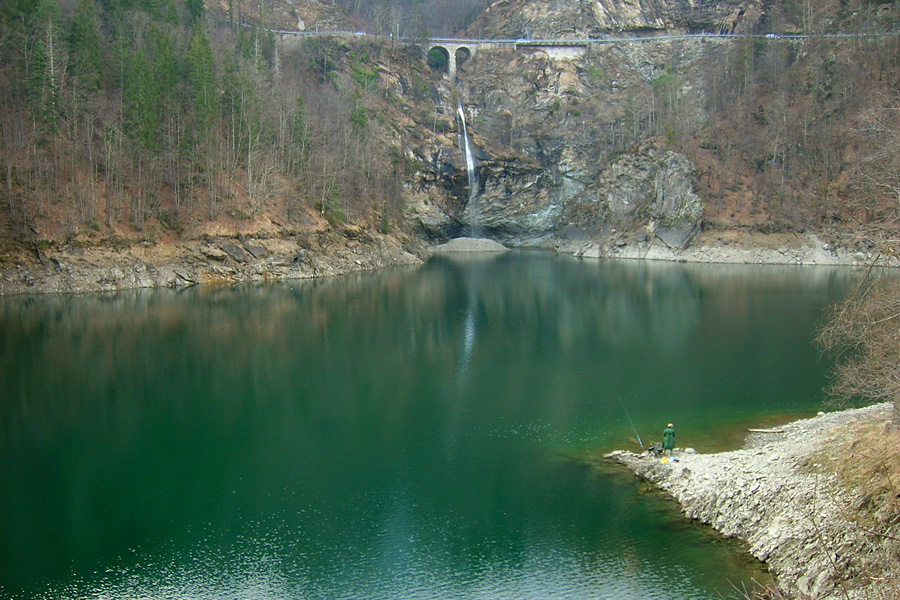
Il bacino di Palagnedra (TI)
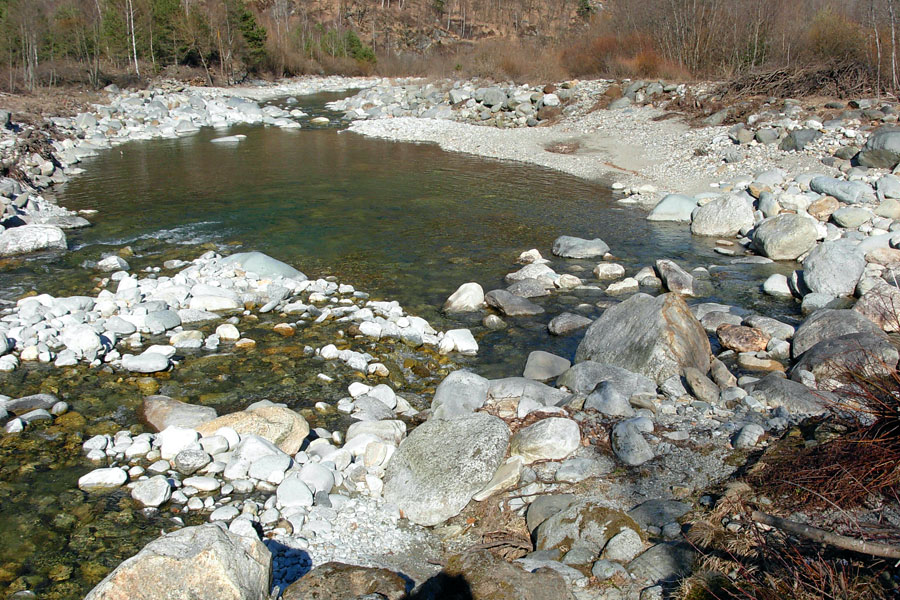
Confluenza del torrente Loana (a destra) nel Melezzo